# ポーリン・デービス＝トンプソン
ポーリン・デービス＝トンプソン (Pauline Davis-Thompson、1966年7月9日 - )は、バハマの陸上競技選手。2000年シドニーオリンピックの金メダリストである。

## 経歴
デービスはバハマ出身で、アメリカのアラバマ大学を卒業。1984年ロサンゼルスオリンピックから2000年シドニーオリンピックまで、5大会連続オリンピック出場を果たす。しかし、デービスがはじめて個人種目で決勝にコマを進めたのは1996年アトランタオリンピックの400mが最初であった。この大会では49.28秒の好タイムながら、惜しくも4位であった。
デービスはまた、世界選手権に7回出場を果たしており、これは大会記録となっている。1991年の東京大会の200mではじめて決勝に進出し、22.90秒で7位に終わっている。1995年のイェーテボリ大会の400mで49.96秒の記録でフランスのマリー・ジョゼ・ペレクに次いで2位となり、はじめての表彰台となった。1999年セビリア大会では4×100mリレーで、チャンドラ・スターラップ、セバセダ・フィンズ、デビー・ファーガソンとともに、41.92秒で、初めての世界大会のタイトルを獲得した。
デービスは、5回目のオリンピックとなった2000年シドニーオリンピックの200mで22.27秒のタイムで、アメリカのマリオン・ジョーンズに次いで、銀メダルを獲得。オリンピックで初めてのメダルを獲得。そして、4×100mリレーでも、前年の世界選手権と同じメンバーで挑み、41.95秒のタイムで、ついにオリンピック金メダルを獲得した。
2007年に、シドニーオリンピック200m金メダリストのマリオン・ジョーンズが自らドーピングを行っていたことを告白したため、2009年12月にデービスが繰り上がりの金メダルとなることが正式に決定した。
2010年6月10日、バハマの首都：ナッソーに於いてシドニーオリンピックから10年目にしてようやく金メダルの授与式を執り行った。その際にはバハマ政府より報奨金差額の1万ドルも手渡された。

## 主な実績
| 年   | 大会                     | 場所                               | 種目         | 結果 | 記録   |
| ---- | ------------------------ | ---------------------------------- | ------------ | ---- | ------ |
| 1984 | オリンピック             | ロサンゼルス(アメリカ合衆国)       | 4×100mリレー | 6位  | 44秒18 |
| 1987 | パンアメリカンゲームズ   | インディアナポリス(アメリカ合衆国) | 100m         | 3位  | 11秒47 |
| 1987 | パンアメリカンゲームズ   | インディアナポリス(アメリカ合衆国) | 200m         | 3位  | 22秒99 |
| 1990 | コモンウェルスゲームズ   | オークランド(ニュージーランド)     | 100m         | 3位  | 11秒20 |
| 1990 | コモンウェルスゲームズ   | オークランド(ニュージーランド)     | 200m         | 3位  | 23秒15 |
| 1995 | 世界室内陸上選手権       | バルセロナ(スペイン)               | 200m         | 2位  | 22秒68 |
| 1995 | 世界陸上選手権           | イェーテボリ(スウェーデン)         | 400m         | 2位  | 49秒96 |
| 1996 | オリンピック             | アトランタ(アメリカ合衆国)         | 400m         | 4位  | 49秒28 |
| 1996 | オリンピック             | アトランタ(アメリカ合衆国)         | 4×100mリレー | 2位  | 42秒14 |
| 1996 | IAAFグランプリファイナル | ミラノ(イタリア)                   | 400m         | 3位  | 49秒87 |
| 1999 | 世界室内陸上選手権       | 前橋(日本)                         | 200m         | 3位  | 22秒70 |
| 1999 | 世界陸上選手権           | セビリヤ(スペイン)                 | 4×100mリレー | 1位  | 41秒92 |
| 2000 | オリンピック             | シドニー(オーストラリア)           | 200m         | 1位  | 22秒27 |
| 2000 | オリンピック             | シドニー(オーストラリア)           | 4×100mリレー | 1位  | 41秒95 |